# CA River Plate (Uruguay)
Club Atlético River Plate är en professionell fotbollsklubb från Montevideo, Uruguay. Klubben grundades 1932 efter en sammanslagning av Olimpia Football Club  och Club Atlético Capurro. Klubben är mest känd för att ha vunnit andradivisionen i Uruguay sex gånger men blev 2008 mästare i kamp med en av Sydamerikas framgångsrikaste klubbar, Peñarol, i "Clausuran" och spelar på Estadio Saroldi (max 12 000 åskådare) i Montevideo.